# Yahoo! Mail
Yahoo! Mail è un servizio di posta elettronica gratuito.

## Storia
A metà degli anni 90 la rapida crescita di internet aveva reso strategici i servizi di posta elettronica tanto da scatenare una corsa all'acquisizione delle società che avevano sviluppato interfacce web per la gestione delle e-mail. Dopo aver rinunciato all'acquisto di Hotmail e Mirabilis (finite sotto il controllo rispettivamente di Microsoft e AOL), l'8 ottobre 1997 Yahoo! annunciava l'acquisizione per 96 milioni di dollari di Four11, società che aveva sviluppato e lanciato RocketMail.
Il software RocketMail fu rapidamente integrato all'interno dei servizi offerti da Yahoo! anche se la transizione degli utenti già registrati non fu del tutto indolore. Progressivamente il servizio si diffuse in tutti i paesi in cui operava il gruppo e vennero avviate anche le operazioni di localizzazione nelle varie lingue.
Una prima sostanziale modifica di Yahoo! Mail avvenne nel 2002 nell'ambito di una generale rivisitazione dei portali Yahoo!. Fu adottata una nuova grafica e ampliata la funzionalità. Nel novembre dello stesso anno fu presentata Yahoo! Mail Plus, una versione a pagamento che fornisce una serie di funzioni aggiuntive e non ha inserzioni pubblicitarie.

## Caratteristiche
Il servizio è disponibile in due configurazioni: free e business.
Tra le altre caratteristiche offerte da Yahoo! Mail:

### Versione free
- Spazio di archiviazione di 1 TB[2]
- Accesso alla posta tramite client attraverso i protocolli POP[3], IMAP[4] (posta in entrata) e SMTP (posta in uscita)
- Accesso tramite app per dispositivi mobile[5]
- Dimensione massima degli allegati: 25 MB (fino a 100 MB tramite l'App 'Attach Large Files')
- Filtro anti-spam
- Controllo antivirus dei messaggi e degli allegati
- Temi grafici per la personalizzazione dell'interfaccia
- Integrazione con Flickr per l'aggiunta di immagini e gif animate alle mail
- Integrazione con Dropbox
- Agenda e rubrica integrate
- Alias di posta con AddressGuard[6] (possibilità cioè di creare indirizzi mail fittizi che fanno capo all'indirizzo principale)
- Certificazione della posta elettronica in ingresso e in uscita tramite il sistema di validazione DMARC
- Interfaccia disponibile in decine di lingue
- Filtri per l'organizzazione automatica dei messaggi
- Risposta automatica impostabile per i periodi di assenza
- Integrazione in Yahoo! Mail di altri indirizzi email registrati presso provider diversi
- Nel 2024 non permette ancora di recuperare le credenziali in modo gratuito, ma solo chiamando la loro assistenza a pagamento ( abbonamento da 4,99 dollari, che se non disdetto subito si rinnova automaticamente

### Versione business
Per diverso tempo Yahoo! Mail ha offerto una versione a pagamento denominata Plus, sostituita poi da Yahoo Mail for business inserita all'interno del servizi dedicate alle aziende.

## Interfaccia Web
A settembre 2005 è iniziato lo sviluppo di una diversa interfaccia della webmail basata su AJAX. Questa versione, per molto tempo identificata come Yahoo! Mail Beta, è diventata definitiva il 26 agosto 2007. Yahoo! ha tuttavia mantenuto disponibile anche la Yahoo! Mail classica, data soprattutto una maggiore compatibilità della versione storica con in vari browser.
La nuova versione di Yahoo! Mail ha una interfaccia completamente rinnovata, molto simile ai più diffusi programmi per la gestione della posta elettronica. Riprende tutte le caratteristiche della versione Classic, alle quali si aggiungono diverse altre, in particolare l'integrazione con Yahoo! Messenger e l'introduzione dei feed Rss.
Un ulteriore aggiornamento del 23 maggio 2011 ha portato ad una riorganizzazione dell'interfaccia con le varie funzioni raccolte in schede e con la possibilità di collegare alla webmail gli account per Twitter e Facebook. Nell'annunciare queste novità Yahoo! ha dichiarato di avere 284 milioni utenti di posta elettronica. Con la nuova versione è stata migliorata anche la velocità di caricamento della webmail ed è stato rinnovato l'ecosistema di applicazioni esterne che permette di ampliare la funzionalità del servizio.
A dicembre 2012 Yahoo! fa un nuovo importante aggiornamento: l'interfaccia diventa graficamente più pulita e presenta una più profonda integrazione con la rubrica e l'agenda. L'ottimizzazione del codice di Yahoo! Mail permette tempi di caricamento più contenuti ed una maggiore reattività. Contestualmente Yahoo! annuncia nuove applicazioni per Windows 8, Android e iPhone che uniformano l'esperienza d'uso tra le diverse piattaforme. Ad aprile 2013 Yahoo! annuncia l'integrazione in Yahoo! Mail del servizio di disco remoto di Dropbox.

### Yahoo! Mail Classica/Basic
In questa versione la webmail di Yahoo! offre un'interfaccia a schede che oltre alla posta elettronica offre accesso anche ad un blocco note e ad un calendario. Agli utenti è data la possibilità di creare cartelle personalizzate per l'archiviazione della posta. Appositi filtri consentono di selezionare il tipo di messaggi da visualizzare scegliendo tra quelli letti, quelli ancora da leggere e quelli inerenti ai contatti inseriti nella propria rubrica. È inoltre disponibile una potente funzione di ricerca che consente di consultare l'archivio anche per parole chiave. Yahoo! ha annunciato la chiusura della Mail Classica a partire da giugno 2013 invitando gli utenti a migrare verso la nuova Yahoo! Mail.
Successivamente Yahoo! ha reso disponibile una nuova versione della sua webmail denominata Basic, pensata per migliorare la compatibilità del servizio con browser e sistemi operativi datati o a basse prestazioni. La Basic di Yahoo! Mail fa un uso limitato di JavaScript ed è quindi compatibile con la maggior parte dei browser. Inoltre è fruibile anche su monitor con risoluzione inferiore a 1024x768 pixel. Rispetto alla versione standard, la variante Basic funziona in maniera fluida anche su connessioni lente di tipo dial-up.